# (32325) 2000 QG62
2000 QG62 (asteroide 32325) é um asteroide da cintura principal. Possui uma excentricidade de 0.06789230 e uma inclinação de 7.20191º.
Este asteroide foi descoberto no dia 28 de agosto de 2000 por LINEAR em Socorro.